# My New Time
My New Time – trzeci studyjny album holenderskiego zespołu Autumn, wydany 27 kwietnia 2007 roku.

## Lista utworów
1. „Satellites” – 4:32
2. „Closest Friends Conspire” – 3:49
3. „Blue Wine” – 4:28
4. „Angel Of Desire” – 4:38
5. „My New Time” – 3:47
6. „Communication On Opium” – 4:39
7. „Twisted And Turned” – 4:18
8. „Shadowmancer” – 4:02
9. „Forget To Remember (Sunday Mornings)” – 4:41
10. „State Of Mind” – 5:26
11. „Epilogue (What’s Done Is Done)” – 4:05